# Derostoma caecum
Derostoma caecum is een soort in de taxonomische indeling van de platwormen (Platyhelminthes). De worm is tweeslachtig en kan zowel mannelijke als vrouwelijke geslachtscellen produceren. De soort leeft in zeer vochtige omstandigheden. 
De platworm komt uit het geslacht Derostoma. Derostoma caecum werd in 1894 beschreven door Fuhrmann.